# Le Progrès (Partei)
Le Progrès, früher Mouvement Le Progrès, dann Progrès 974, ist eine politische Partei auf Réunion, die 2013 von Abtrünnigen des lokalen Ablegers der Parti Socialiste gegründet wurde.

## Geschichte
Die Bewegung Le Progrès wurde am 3. März 2013 von sozialistischen Mandatsträgern gegründet; darunter waren die Parlamentsabgeordneten Patrick Lebreton, Jean-Claude Fruteau und Jean-Jacques Vlody sowie der Senator Michel Vergoz. Fruteau und Vergoz waren die Bürgermeister von Saint-Joseph, Saint-Benoît und Sainte-Rose. Vier der sechs sozialistischen Abgeordneten im Regionalrat und zwei der sechs Abgeordneten im Départementsrat schlossen sich Le Progrès an.
Die Partei bildet bei den Regionalwahlen 2015 eine Liste mit der Kommunistischen Partei von Réunion und von Patrick Lebreton angeführt wurde. Jean-Jacques Vlody schloss sich der sozialistischen Liste von Huguette Bello an. Die Liste erreichte im ersten Wahlgang 7 % und fusionierte mit den anderen linken Listen.
Im Mai 2016, als es in der Nationalversammlung zur Krise der Frondeurs kam, verließ Patrick Lebreton die sozialistische Fraktion. Jean-Claude Fruteau, ein enger Vertrauter von Präsident François Hollande, kehrte zur PS zurück.
2017 nahm die Partei den Namen Progrès 974 an.
Bei der Parlamentswahl 2017 stellte Progrès 974 einen Kandidaten im vierten Wahlkreis auf, der bis dahin von Patrick Lebreton vertreten worden war. Virginie Gobalou scheiterte im zweiten Wahlgang, es siegte der Kandidat der Republikaner, David Lorion (46 %).
2022, nach der Bildung der NUPES in der Metropole, erhielt Le Progrès im Rahmen einer Linksunion (Union de la gauche) die Nominierung im vierten Wahlkreis. Emeline K/Bidi wurde im zweiten Wahlgang mit 61 % der Stimmen gegen David Lorion gewählt.

## Die Mandatsträger der Partei

### In der Nationalversammlung
- XIV. Legislaturperiode :
  - Jean-Jacques Vlody, Abgeordneter des  3. Wahlkreises  (bis 2015)
  - Patrick Lebreton, Abgeordneter des 4. Wahlkreises
  - Jean-Claude Fruteau, Abgeordneter des 5. Wahlkreises (bis 2016)
- XVI. Legislaturperiode:
  - Emeline K/Bidi, Abgeordnete des 4. Wahlkreises

## Wahlergebnisse

### Parlamentswahlen
| Wahljahr | 1. Wahlgang  | 1. Wahlgang | Rang | 2. Wahlgang | 2. Wahlgang | Rang | Sitze | Position   |
| Wahljahr | Stimmen abs. | %           | Rang | abs.        | %           | Rang | Sitze | Position   |
| -------- | ------------ | ----------- | ---- | ----------- | ----------- | ---- | ----- | ---------- |
| 2022     | 13 197       | 6,81        | 7.   | 27.532      | 12,93       | 3.   | 1/7   | Opposition |